# Avenantia
Avenantia jest wymarłym członkiem  rodziny Tapinocephalidae. Jego skamieniałości zostały znalezione w Afryce Południowej. Po raz pierwszy w 1952 roku przez Lieuwe D. Boonstra i zawiera jeden gatunek, A. kruisvleiensis.